# Alami Ahannach
Alami Ahannach (Tétouan, 20 september 1969) is een voormalig profvoetballer die uitkwam voor Telstar, MVV en Emmen. Hij kwam eenmaal uit voor het Marokkaans voetbalelftal. Ahannach werd in 2011 aangesteld als assistent-trainer van Michel Vonk bij Telstar. Eerder was hij onder meer jeugdtrainer bij FC Emmen en hoofdtrainer bij WKE en FC Chabab. Hij is een oudere broer van voetballer Soufyan Ahannach.